# Euromillions
     țările fondatorii (februarie 2004)
     țările rămase (octombrie 2004)

Țările participante a EuroMillions:
țările fondatorii (februarie 2004)
țările rămase (octombrie 2004)

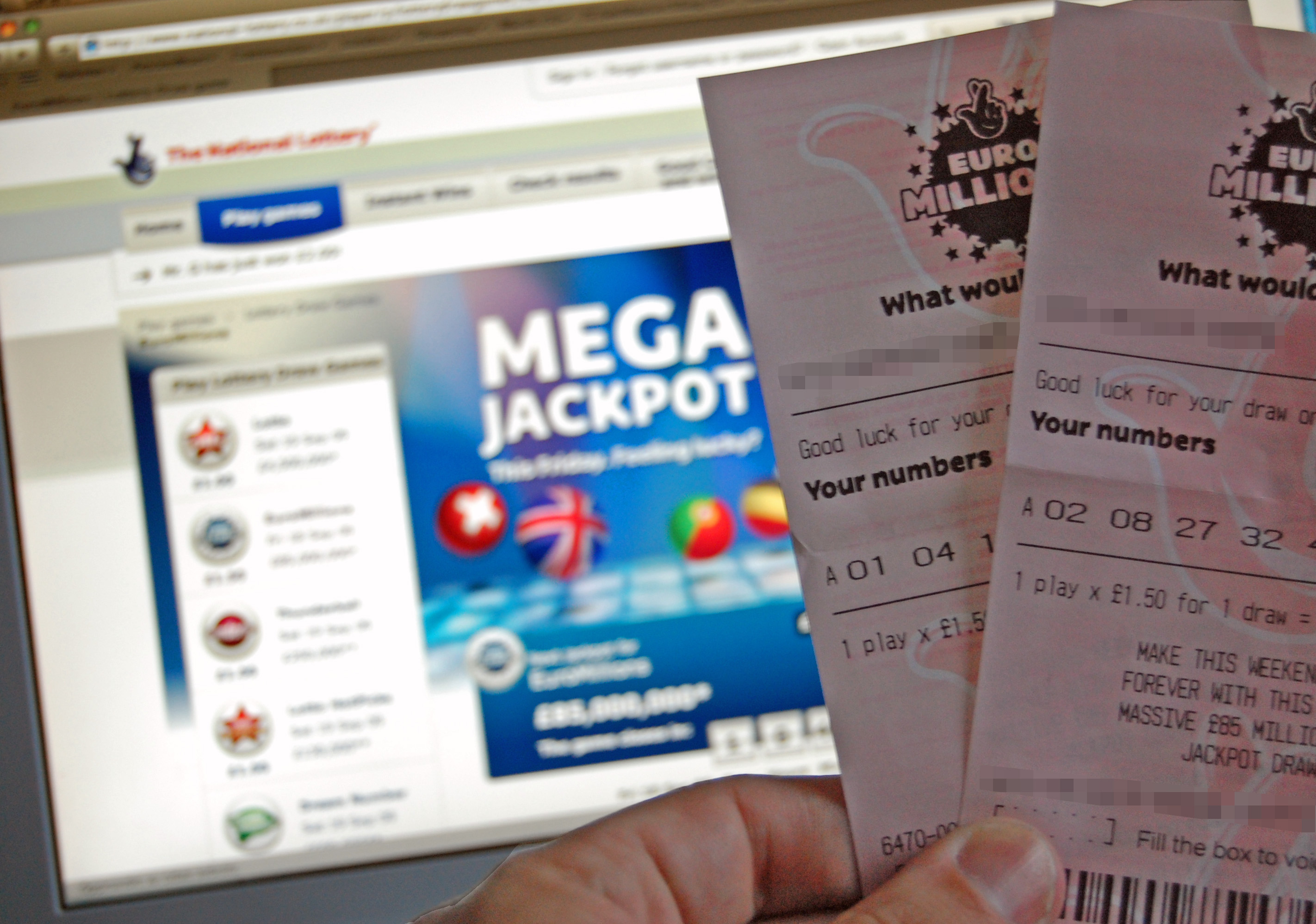
EuroMillions tickets

EuroMillions este o loterie transnațională, lansată la 7 februarie 2004 de către loteria franceză Française des Jeux, loteria spaniolă Loterías y Apuestas del Estado, și de către loteria britanică Camelot Group. Prima extragere a avut loc vineri 13 februarie 2004 la Paris. Inițial, țările participante au fost Marea Britanie, Franța și Spania, iar de la extragerea din 8 octombrie 2004 li s-au mai alăturat și Austria, Belgia, Irlanda, Luxemburg, Portugalia și Elveția.
Extragerile au loc în fiecare marți și vineri la 20:45 CET la Paris. Un bilet standard la EuroMillions costă €2.50, £2.00 sau CHF 3.00 per variantă jucată, în funcție de moneda locală. (O opțiune cu numele de Plus, disponibilă momentan în Irlanda și Portugalia, mai adaugă €1.00 la fiecare variantă.) În Marea Britanie costul biletelor a crescut de la £1.50 la £2.00 per variantă de la data de 7 noiembrie 2009, datorită combinației dintre: rata de schimb EUR/GBP, și o variantă bonus în cadrul Extragerii Speciale UK Millionaire.
Toate premiile, incluzând marele premiu sunt scutite de taxe (cu excepția Elveției, Spaniei și Portugaliei din 2013) și sunt plătite într-o singură tranșă.

## Cum se joacă
- Jucătorul selectează cinci numere principale între 1 și 50.
- Jucătorul selectează 2 stele norocoase din 12 disponibile.

Extragerile au loc la 20:45 în fiecare marți și vineri în Paris, Franța. Rezultatele sunt publicate la scurt timp după extragere pe site-urile asociate în jurul orei 23:00.
Pentru a participa la loteria EuroMillions, va trebui să cumpărați bilete de la comercianții autorizați dintr-una din țările specificate mai sus sau dacă nu locuiți în țările respective, online de la comercianți licențiați.
Marți, 10 mai 2011, s-au efectuat modificări în structura de joc, adăugându-se o a doua extragere săptămânală, iar stelele norocoase au crescut de la 9 la 11. De asemenea, un premiu pentru ghicirea a 2 numere principale fără stele norocoase a fost introdus la aceeași dată.
- Șansele de câștigare a unui premiu sunt de 1 la 13
- Șansele de a nimeri ambele stele norocoase sunt de 1 la 95. Din păcate, nu se oferă nici un premiu pentru ghicirea lor.
- Dacă marele premiu nu este câștigat, se reportează pe săptămâna următoare.

## Extragerile speciale
Extragerile speciale au avut loc până acum la:
- 9 februarie 2007 (€100 milioane);
- 28 septembrie 2007 (€130 milioane);
- 8 februarie 2008 (€130 milioane);
- 26 septembrie 2008 (€130 milioane);
- 6 martie 2009 (€100 milioane);
- 18 septembrie 2009 (€100 milioane);
- 5 februarie 2010 (€100 milioane);
- 1 octombrie 2010 (€100 milioane);
- 10 mai 2011 (€100 milioane);
- 4 octombrie 2011 (€100 milioane);
- 28 septembrie 2012 (€100 milioane);
- 22 martie 2013 (€100 milioane);
- 7 iunie 2013 (€100 milioane);
- 15 noiembrie 2013 (€100 milioane);
- 7 martie 2014 (€100 milioane);
- 3 octombrie 2014 (€100 milioane);
- 6 martie 2015 (€100 milioane);
- 5 iunie 2015 (€100 milioane);
- 6 noiembrie 2015 (€100 milioane);
- 30 septembrie 2016 (€130 milioane);
- 15 septembrie 2017 (€130 milioane);
- 20 aprilie 2018 (€130 milioane);
- 21 septembrie 2018 (€130 milioane);
- 1 februarie 2019 (€120 milioane);
- 7 iunie 2019 (€130 milioane);
- 7 februarie 2020 (€130 milioane);
- 3 iulie 2020 (€130 milioane);
- 25 septembrie 2020 (€130 milioane);
- 20 noiembrie 2020 (€130 milioane);
- 5 februarie 2021 (€130 milioane);
- 4 iunie 2021 (€130 milioane);
- 24 septembrie 2021 (€130 milioane);
- 3 decembrie 2021 (€130 milioane);
- 4 februarie 2022 (€130 milioane).

## Premii de top
| Situa | Data       | Suma câștigătoare în euro | Tară           |
| ----- | ---------- | ------------------------- | -------------- |
| 1     | 15/10/2021 | 220.000.000               | Franța         |
| 2     | 10/05/2022 | 215.840.341               | Marea Britanie |
| 3     | 26/02/2021 | 210.000.000               | Elveția        |
| 4     | 11/12/2020 | 200.000.000               | Franța         |
| 5     | 10/08/2012 | 190.000.000               | Marea Britanie |
| 5     | 24/10/2014 | 190.000.000               | Portugalia     |
| 5     | 06/10/2017 | 190.000.000               | Spania         |
| 5     | 08/10/2019 | 190.000.000               | Marea Britanie |
| 9     | 12/07/2011 | 185.000.000               | Marea Britanie |
| 10    | 19/02/2019 | 175.475.380               | Irlanda        |
| 11    | 13/11/2012 | 169.837.010               | Franța         |
| 12    | 11/10/2016 | 168.085.323               | Belgia         |
| 13    | 20/11/2015 | 163.553.041               | Portugalia     |
| 14    | 02/10/2018 | 162.403.002               | Elveția        |
| 15    | 13/09/2011 | 162.256.622               | Franța         |
| 16    | 01/09/2020 | 157.170.843               | Franța         |
| 17    | 02/06/2017 | 153.873.716               | Belgia         |
| 18    | 02/04/2021 | 144.755.907               | Marea Britanie |
| 19    | 07/07/2020 | 144.542.315               | Spania         |
| 20    | 24/04/2018 | 138.724.202               | Marea Britanie |
| 21    | 11/06/2019 | 138.716.863               | Marea Britanie |
| 22    | 13/06/2014 | 137.313.501               | Spania         |
| 23    | 19/12/2017 | 135.346.147               | Elveția        |
| 24    | 29/03/2013 | 132.486.744               | Franța         |
| 25    | 07/02/2020 | 130.000.000               | Spania         |
| 25    | 25/09/2020 | 130.000.000               | Spania         |
| 25    | 04/06/2021 | 130.000.000               | Marea Britanie |
| 28    | 08/10/2010 | 129.818.431               | Marea Britanie |
| 29    | 01/01/2019 | 129.645.665               | Marea Britanie |
| 30    | 14/03/2014 | 129.384.564               | Marea Britanie |
| 31    | 12/06/2015 | 129.204.405               | Marea Britanie |
| 32    | 08/05/2009 | 126.231.764               | Spania         |
| 33    | 19/11/2019 | 122.766.852               | Marea Britanie |
| 34    | 13/05/2011 | 121.019.633               | Spania         |
| 35    | 07/10/2011 | 117.705.979               | Marea Britanie |
| 36    | 29/07/2005 | 115.436.126               | Irlanda        |

## Alte loterii similare
- Eurojackpot - o loterie similară transnațională ce include Cehia, Croația, Danemarca, Estonia, Finlanda, Germania, Islanda, Italia, Letonia, Lituania, Norvegia, Olanda, Polonia, Slovacia, Slovenia, Spania, Suedia și Ungaria.
- Loterie